# Badresorna till Askim

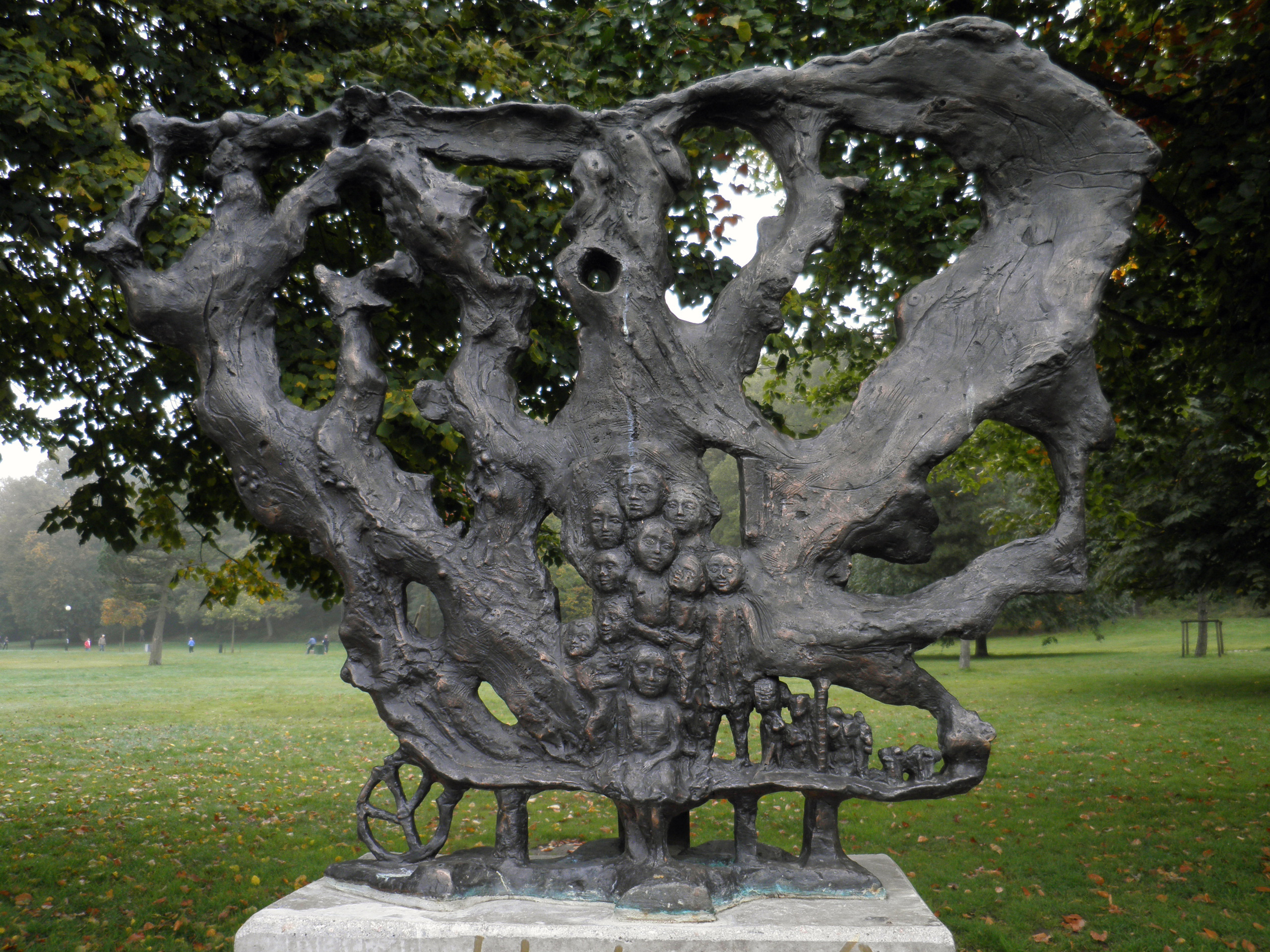
Badresorna till Askim, oktober 2010

Badresorna till Askim är en skulptur utförd av Jerd Mellander, som uppställdes år 1973 vid Linnéplatsen i Göteborg. Den inköptes av Charles Felix Lindbergs donationsfond 1969.
På sockeln finns en platta med inskriptionen: 
Doktor Henrik Allard ordnade från 1923 badresor till Askimsviken för Göteborgs skolbarn. Resorna gick härifrån. Skolbarn insamlade medel till minnesmärke. Med stöd av Charles Felix Lindbergs donationsfond restes denna skulptur 1973.
Skulpturen stals i slutet av september 2007, men omskapades och finns åter på platsen.